# Ібрагім Камехо
Ібрагім Камехо  (ісп. Ibrahim Camejo, 28 червня 1982) — кубинський легкоатлет, олімпійський медаліст.

## Виступи на Олімпіадах
| Олімпіада  | Дисципліна        | Місце |
| ---------- | ----------------- | ----- |
| Пекін 2008 | стрибки у довжину | 3     |